# Nekrolog April 2003
Nekrolog
◄◄
| ◄
| 1999
| 2000
| 2001
| 2002
| 2003 | 2004 | 2005 | 2006 | 2007 | ► | ►►
Januar |
Februar |
März |
April |
Mai |
Juni |
Juli |
August |
September |
Oktober |
November |
Dezember 2003
Weitere Ereignisse | Allgemeiner Nekrolog 2003
Die Beschreibung der verstorbenen Person sollte so kurz wie möglich gehalten sein und nur deren signifikante Tätigkeit(en) enthalten.
Neue Namen ggf. auch unter dem Geburts- und Sterbedatum, also etwa unter 1. Januar und im Geburts- und Sterbejahr (2024) eintragen (nur bei entsprechender großer Wichtigkeit). Für Beispiele siehe die schon vorhandenen Artikel.
Außerdem über die fünf zuletzt Verstorbenen, zu denen es einen ausreichend guten Artikel für eine Präsentation auf der Hauptseite gibt, nach der todesbedingten Überarbeitung der Artikel ggf. auch unter Wikipedia Diskussion:Hauptseite informieren und sie am besten auch in den anderen Wikipedia-Sprachversionen eintragen. Tipp: Regelmäßig bei news.google.de nach „ist tot“, „gestorben“ oder „verstorben“ suchen.
Wenn eine Person gestorben ist, gibt es viele Seiten zu dieser Person in der Wikipedia, die davon auch betroffen sind und entsprechend aktualisiert werden müssen. Beispiele: Namenübersichtsseite, Geburtsjahr, Geburtsort-Seiten und viele mehr.
Wie finde ich die betroffenen Seiten?
Im Suchfeld auf der linken Seite gibt man den Suchbegriff so ein: „Vorname Nachname“. Dann klickt man auf Volltext und alle Seiten mit entsprechendem Suchtext werden aufgerufen. Hier sieht man dann schnell, wo auch das Todesjahr Sinn macht oder sogar ein Teil des Artikels angepasst werden muss. Auch hilft das „Werkzeug“ auf der linken Seite sehr gut, um solche Seiten aufzufinden: „Links auf diese Seite“. Somit ist die Wikipedia wieder aktuell in allen Bereichen! Hinweis: bei Eintragung der Kategorie „Gestorben JAHR“ wird der Missbrauchsfilter 49 ausgelöst, was jedoch nicht schlimm ist. Siehe: Spezial:Missbrauchsfilter/49
Dies ist eine Liste von im April 2003 verstorbenen bekannten Persönlichkeiten. Die Einträge erfolgen innerhalb der einzelnen Daten alphabetisch sortiert. Tiere sind im Nekrolog für Tiere zu finden.

## April
| Tag       | Name                                        | Beruf, bekannt als                                                                                              | Alter | Beleg |
| --------- | ------------------------------------------- | --- | ----- | ----- |
| 1. April  | Hans Bemmann                                | deutscher Schriftsteller                                                                                        | 80    |       |
| 1. April  | Leslie Cheung                               | chinesischer Schauspieler                                                                                       | 46    |       |
| 1. April  | Marcel Ernzer                               | luxemburgischer Radrennfahrer                                                                                   | 77    |       |
| 1. April  | Jean-Yves Escoffier                         | französischer Kameramann                                                                                        | 52    |       |
| 1. April  | Guidarino Guidi                             | italienischer Schauspieler und Regieassistent                                                                   |       |       |
| 1. April  | Carlo Lafranchi                             | Schweizer Radrennfahrer                                                                                         | 78    |       |
| 1. April  | Willi Scholz                                | deutscher Schauspieler                                                                                          | 72    |       |
| 1. April  | Eduardo Úrculo                              | spanischer Künstler                                                                                             | 64    |       |
| 1. April  | Harald G. Wallbott                          | deutsch-österreichischer Psychologe                                                                             |       |       |
| 1. April  | Adriaan Cornelis Zaanen                     | niederländischer Mathematiker                                                                                   | 89    |       |
| 2. April  | Roy Malcolm Acheson                         | irisch-US-amerikanischer Epidemiologe                                                                           | 81    |       |
| 2. April  | Eric Bywaters                               | britischer Mediziner                                                                                            | 92    |       |
| 2. April  | Rudolf Hurni                                | Schweizer Maler                                                                                                 | 88    |       |
| 2. April  | Edward Michael Keating                      | US-amerikanischer Journalist und Herausgeber                                                                    | 77    |       |
| 2. April  | Wolfgang Korruhn                            | deutscher Journalist, Fernsehmoderator und Autor                                                                | 65    |       |
| 2. April  | Maurice Merle                               | französischer Jazzmusiker und Komponist                                                                         | 57    |       |
| 2. April  | Terenci Moix                                | spanischer Schriftsteller und Journalist                                                                        | 61    |       |
| 2. April  | Joan Phipson                                | australische Kinderbuchautorin                                                                                  | 90    |       |
| 2. April  | Marie Louise von Scheliha                   | deutsche Adlige, Diplomatengattin und NS-Widerstandskämpferin                                                   | 98    |       |
| 2. April  | Sékou Touré                                 | ivorischer Fußballspieler                                                                                       | 68    |       |
| 2. April  | Michael Wayne                               | US-amerikanischer Filmproduzent                                                                                 | 68    |       |
| 3. April  | Walter Ashbaugh                             | US-amerikanischer Dreispringer                                                                                  | 74    |       |
| 3. April  | Jewgeni Serafimowitsch Pjatnizki            | russischer Physiker und Kybernetiker                                                                            | 66    |       |
| 3. April  | Harold S. Sawyer                            | US-amerikanischer Politiker                                                                                     | 83    |       |
| 3. April  | Edwin Starr                                 | US-amerikanischer Soulsänger                                                                                    | 61    |       |
| 4. April  | Anthony Caruso                              | US-amerikanischer Schauspieler                                                                                  | 86    |       |
| 4. April  | Izzat Ghazzawi                              | palästinensischer Schriftsteller                                                                                |       |       |
| 4. April  | Luís Gonzaga Fernandes                      | brasilianischer Geistlicher, katholischer Bischof                                                               | 76    |       |
| 4. April  | Wolfgang-Hagen Hein                         | deutscher Apotheker, Autor und Honorarprofessor                                                                 | 83    |       |
| 4. April  | Helmut Knochen                              | deutscher Anglist, SS-General und Täter des Holocaust                                                           | 93    |       |
| 4. April  | Wolfgang Schneider                          | deutscher Historiker, Gewichtheber und Autor                                                                    | 65    |       |
| 4. April  | Paul Ray Smith                              | US-amerikanischer Unteroffizier (Sergeant First Class)                                                          | 33    |       |
| 5. April  | Erich Feifel                                | deutscher römisch-katholischer Theologe, Religionspädagoge und Universitätsprofessor                            | 77    |       |
| 5. April  | Robert von Fioreschy                        | italienischer Politiker (SVP)                                                                                   | 83    |       |
| 5. April  | Johann Frick                                | österreichischer Geistlicher und Ethnologe                                                                      | 99    |       |
| 5. April  | Hans Kaune                                  | deutscher Radsportler                                                                                           | 82    |       |
| 5. April  | Rob Madna                                   | niederländischer Jazzmusiker (Piano, Komposition)                                                               | 71    |       |
| 5. April  | Keizō Morishita                             | japanischer Maler                                                                                               | 59    |       |
| 5. April  | Federico Pizarro                            | argentinischer Fußballspieler und -trainer                                                                      | 76    |       |
| 6. April  | Anita Borg                                  | US-amerikanische Informatikerin und Frauenrechtlerin                                                            | 54    |       |
| 6. April  | Gerald Emmett Carter                        | kanadischer Geistlicher, Erzbischof von Toronto und Kardinalpriester der Heiligen Römischen Kirche              | 91    |       |
| 6. April  | Rudolf Drese                                | deutscher Politiker (SPD), MdL                                                                                  | 70    |       |
| 6. April  | Susan French                                | US-amerikanische Schauspielerin                                                                                 | 91    |       |
| 6. April  | Ulrich Lehmann                              | deutscher Paläontologe                                                                                          | 87    |       |
| 6. April  | Nicole Loraux                               | französische Historikerin                                                                                       | 59    |       |
| 6. April  | Babatunde Olatunji                          | nigerianischer Perkussionist                                                                                    | 75    |       |
| 6. April  | Ole Paus                                    | norwegischer Generalmajor und NATO-Amtsträger                                                                   | 92    |       |
| 6. April  | Charles Peyrou                              | französischer Physiker                                                                                          | 84    |       |
| 6. April  | Emmanuel Pothanamuzhy                       | indischer Geistlicher, Bischof von Mananthavady                                                                 | 70    |       |
| 7. April  | Ib Eisner                                   | dänischer Maler                                                                                                 | 77    |       |
| 7. April  | Andy Fitzgerald                             | US-amerikanischer Jazzmusiker                                                                                   |       |       |
| 7. April  | Cedric Francis                              | US-amerikanisch-britischer Filmproduzent                                                                        |       |       |
| 7. April  | David Greene                                | britischer Filmregisseur, Drehbuchautor, Produzent und Schauspieler                                             | 82    |       |
| 7. April  | Jutta Hipp                                  | deutsche Jazz-Pianistin, Malerin und Designerin                                                                 | 78    |       |
| 7. April  | Iropa Maurice Kouandété                     | beninischer Politiker, Staatsoberhaupt von Dahomey                                                              | 70    |       |
| 7. April  | Erich Kunisch                               | deutscher Maler und Künstler                                                                                    | 73    |       |
| 7. April  | Christian Liebig                            | deutscher Journalist                                                                                            | 35    |       |
| 7. April  | Wilhelm Michels                             | deutscher Gewerkschafter und Politiker (SPD), MdB, MdEP                                                         | 83    |       |
| 7. April  | Ferdinand Seibt                             | deutscher Mittelalterhistoriker                                                                                 | 75    |       |
| 8. April  | Nathan Apea Aferi                           | ghanaischer Politiker                                                                                           |       |       |
| 8. April  | Vatche Arslanian                            | kanadischer Rotkreuz-Mitarbeiter                                                                                |       |       |
| 8. April  | Kathie Browne                               | US-amerikanische Schauspielerin                                                                                 | 72    |       |
| 8. April  | Patrick Fani Chakaipa                       | römisch-katholischer Erzbischof von Harare in Simbabwe                                                          | 70    |       |
| 8. April  | Maki Ishii                                  | japanischer Komponist                                                                                           | 66    |       |
| 8. April  | Hans Henry Lamotte                          | deutscher Kaufmann und Unternehmer                                                                              | 80    |       |
| 8. April  | Franz Rosenthal                             | deutsch-US-amerikanischer Orientalist                                                                           | 88    |       |
| 8. April  | Bing Russell                                | US-amerikanischer Schauspieler                                                                                  | 76    |       |
| 8. April  | Nicolae Sulac                               | Volksmusiksänger aus der Republik Moldau                                                                        | 66    |       |
| 9. April  | Jorge Oteiza                                | baskischer Bildhauer und Maler                                                                                  | 94    |       |
| 9. April  | Kurt Schweder                               | deutscher Graveur und Heraldiker                                                                                | 78    |       |
| 9. April  | Erika Wendt                                 | deutsche Sekretärin und Spionin für Schweden gegen Deutschland während des Zweiten Weltkrieges                  |       |       |
| 9. April  | Robert W. Wilkins                           | US-amerikanischer Mediziner                                                                                     | 96    |       |
| 9. April  | Abraham Zabludovsky                         | mexikanisch-polnischer Architekt                                                                                | 78    |       |
| 10. April | Derek Oliver Gladwin, Baron Gladwin of Clee | britischer Gewerkschafter und Mitglied des House of Lords                                                       | 72    |       |
| 10. April | Hans Joachim Grothe                         | deutscher Boxsportler                                                                                           | 71    |       |
| 10. April | Helmut Hertrampf                            | deutscher Maler                                                                                                 | 91    |       |
| 10. April | Aubrey Jones                                | britischer Politiker und Manager, Abgeordneter des House of Commons                                             | 91    |       |
| 10. April | Abd al-Madschid al-Khoei                    | schiitischer Geistlicher (Irak)                                                                                 | 40    |       |
| 10. April | Little Eva                                  | US-amerikanische Sängerin                                                                                       | 59    |       |
| 10. April | Tan Hin Kong                                | indonesisch-niederländischer Fotograf                                                                           | 90    |       |
| 10. April | Ilse Oberländer                             | österreichische Politikerin (SPÖ), Mitglied des Bundesrates                                                     | 64    |       |
| 10. April | Lem Overpeck                                | US-amerikanischer Politiker                                                                                     | 91    |       |
| 10. April | Martti Sipilä                               | finnischer Skilangläufer                                                                                        | 87    |       |
| 10. April | Karl Stojka                                 | österreichischer Burgenland-Roma                                                                                | 71    |       |
| 10. April | Wolfram Stronk                              | deutscher Kommunalpolitiker                                                                                     | 83    |       |
| 10. April | Francesco Valle                             | italienischer Boxer                                                                                             | 63    |       |
| 11. April | Wassyl Barka                                | ukrainischer Dichter, Autor und Übersetzer                                                                      | 94    |       |
| 11. April | Erich Gropengießer                          | deutscher Prähistoriker                                                                                         | 78    |       |
| 11. April | Walter Halbritter                           | deutscher Politiker (SED), MdV, Minister und Leiter des Amtes für Preise in der DDR                             | 75    |       |
| 11. April | Werner Hess                                 | deutscher Intendant                                                                                             | 88    |       |
| 11. April | Kōsei Matsui                                | japanischer Kunsthandwerker und lebender Nationalschatz                                                         | 75    |       |
| 11. April | Karl Nord                                   | deutscher Kulturpolitiker (SAPD, SPD), Widerstandskämpfer gegen den Nationalsozialismus                         | 91    |       |
| 11. April | Johannes ter Schure                         | niederländischer Salesianer Don Boscos und römisch-katholischer Bischof                                         | 80    |       |
| 12. April | John R. Boker                               | US-amerikanischer Industrieller und Philatelist                                                                 | 90    |       |
| 12. April | Hans Fink                                   | italienischer Volkskundler, Schriftsteller und Gastwirt                                                         | 90    |       |
| 12. April | Cecil H. Green                              | britisch-US-amerikanischer Elektroingenieur, Geophysiker, Unternehmer und Mäzen                                 | 102   |       |
| 12. April | Anikó Iglói                                 | ungarische Skirennläuferin                                                                                      | 94    |       |
| 12. April | Charles Janeway                             | US-amerikanischer Immunologe, Hochschullehrer in Yale                                                           | 60    |       |
| 12. April | Zdeněk Jirotka                              | tschechischer Schriftsteller und Feuilletonist                                                                  | 92    |       |
| 12. April | Paul Koppe                                  | deutscher Chemiker                                                                                              | 75    |       |
| 13. April | Sean Delaney                                | US-amerikanischer Musiker, Produzent, Roadmanager und Musikautor                                                | 58    |       |
| 13. April | Carlos Duarte                               | venezolanischer Komponist und Pianist                                                                           | 45    |       |
| 13. April | Allen Eager                                 | US-amerikanischer Jazzsaxophonist                                                                               | 76    |       |
| 13. April | Hans-Werner Janz                            | deutscher Neurologe und Psychiater                                                                              | 96    |       |
| 13. April | Harald Kunstätter                           | österreichischer Politiker (SPÖ), Abgeordneter zum Nationalrat, Mitglied des Bundesrates                        | 76    |       |
| 13. April | Klaus Schonz                                | deutscher Fußballspieler (Torhüter)                                                                             | 62    |       |
| 13. April | Gottfried Schreiber                         | deutscher Veterinärmediziner, Präsident der Landestierärztekammer Hessen                                        | 84    |       |
| 13. April | Lucy Shoe Meritt                            | US-amerikanische Klassische Archäologin und Architekturhistorikerin                                             | 96    |       |
| 14. April | Gerda Gmelin                                | deutsche Schauspielerin                                                                                         | 83    |       |
| 14. April | Henry Gordon Rice                           | US-amerikanischer Mathematiker und Logiker                                                                      | 82    |       |
| 14. April | Milla Sannoner                              | italienische Schauspielerin                                                                                     | 60    |       |
| 15. April | Erin Fleming                                | kanadische Schauspielerin                                                                                       | 61    |       |
| 15. April | Jürgen Grambow                              | deutscher Literaturwissenschaftler, Kritiker und Schriftsteller                                                 | 61    |       |
| 15. April | Bernard Huijbers                            | niederländischer Komponist, Kirchenmusiker und Jesuit                                                           | 80    |       |
| 15. April | Ernst-Randolf Lochmann                      | deutscher Strahlen- und Molekularbiologe, Hochschullehrer                                                       | 71    |       |
| 15. April | Jürgen Mehrtens                             | deutscher Jurist und Oberstadtdirektor von Delmenhorst                                                          | 91    |       |
| 15. April | Paul Noack                                  | deutscher Politikwissenschaftler und Journalist                                                                 | 77    |       |
| 16. April | Jack Donohue                                | US-amerikanisch-kanadischer Basketballtrainer                                                                   | 71    |       |
| 16. April | Erika Eisenblätter-Laskowski                | deutsche Malerin und Bildhauerin                                                                                | 94    |       |
| 16. April | Hans Haas                                   | deutscher Autor und Mykologe                                                                                    | 98    |       |
| 16. April | Isao Iwabuchi                               | japanischer Fußballspieler                                                                                      | 69    |       |
| 16. April | Graham Jarvis                               | kanadischer Film- und Theaterschauspieler                                                                       | 72    |       |
| 16. April | Kurt Kluxen                                 | deutscher Historiker                                                                                            | 91    |       |
| 16. April | Anton Reseneder                             | deutscher Politiker (CSU), MdL                                                                                  | 84    |       |
| 16. April | John Richard Sheets                         | US-amerikanischer Ordensgeistlicher, Weihbischof in Fort Wayne-South Bend                                       | 80    |       |
| 16. April | Otto Weyermann                              | deutscher Autor, Schiffssteward, Seemannsausrüster im In- und Ausland, Kaufmann und Gastwirt in Bremerhaven     | 94    |       |
| 17. April | Robert Atkins                               | US-amerikanischer Kardiologe und Ernährungswissenschaftler                                                      | 72    |       |
| 17. April | Elisabeth Keesing                           | niederländische Schriftstellerin                                                                                | 91    |       |
| 17. April | Earl King                                   | US-amerikanischer Blues- und R&B-Musiker und Songwriter                                                         | 69    |       |
| 17. April | Werner Gerich                               | deutscher Ingenieur                                                                                             | 83    |       |
| 17. April | John Paul Getty II                          | britisch-US-amerikanischer Milliardär und Mäzen                                                                 | 70    |       |
| 17. April | Kai Grjotheim                               | norwegischer Chemiker (Anorganische Chemie, Metallurgie, Physikalische Chemie)                                  | 83    |       |
| 17. April | Reiner Hartmann                             | deutscher Boxer                                                                                                 | 44    |       |
| 17. April | Sergei Nikolajewitsch Juschenkow            | russischer Politiker                                                                                            | 52    |       |
| 17. April | Kōji Kondō                                  | japanischer Fußballspieler                                                                                      | 30    |       |
| 17. April | Dascha Kriwoschljapowa                      | russische siamesische Zwillinge                                                                                 | 53    |       |
| 17. April | Mascha Kriwoschljapowa                      | russische siamesische Zwillinge                                                                                 | 53    |       |
| 17. April | Giannis Latsis                              | griechischer Reeder                                                                                             | 92    |       |
| 17. April | Ong Poh Lim                                 | singapurischer Badmintonspieler                                                                                 | 81    |       |
| 17. April | Jozef Schell                                | belgischer Molekularbiologe                                                                                     | 67    |       |
| 17. April | Hilde Sessak                                | deutsche Schauspielerin                                                                                         | 87    |       |
| 17. April | Heinz Steinberg                             | deutscher Pädagoge und Bibliothekar                                                                             | 90    |       |
| 17. April | Peter Wason                                 | englischer Denkpsychologe                                                                                       | 78    |       |
| 18. April | Rudolf Brunnenmeier                         | deutscher Fußballspieler                                                                                        | 62    |       |
| 18. April | Edgar F. Codd                               | britischer Mathematiker und Datenbanktheoretiker                                                                | 79    |       |
| 18. April | Toni Hagen                                  | Schweizer Geologe und Entwicklungshelfer                                                                        | 85    |       |
| 18. April | Oscar Moret                                 | Schweizer Komponist und Hochschullehrer                                                                         | 90    |       |
| 18. April | Diego Ronchini                              | italienischer Radrennfahrer und Teammanager                                                                     | 77    |       |
| 18. April | Herbert Schnapka                            | deutscher Industrieller und Mäzen des Reitsports                                                                | 91    |       |
| 19. April | Mirza Tahir Ahmad                           | 4. Khalifat ul-Massih (spirituelles Oberhaupt) der Ahmadiyya Muslim Jamaat                                      | 74    |       |
| 19. April | Eddie Brewer                                | britischer Naturschützer in Gambia                                                                              | 83    |       |
| 19. April | Václav Erben                                | tschechischer Journalist und Schriftsteller                                                                     | 72    |       |
| 19. April | Toni Nett                                   | deutscher Sportwissenschaftler                                                                                  | 90    |       |
| 19. April | Julián Plaza                                | argentinischer Tangokomponist, Arrangeur, Bandoneonist und Pianist                                              | 74    |       |
| 19. April | Aurelio Sabattani                           | italienischer Geistlicher, Kardinal der römisch-katholischen Kirche                                             | 90    |       |
| 19. April | Aleksander Suuman                           | estnischer Lyriker                                                                                              | 75    |       |
| 19. April | Ahmet Temir                                 | türkischer Turkologe tatarischer Herkunft                                                                       | 90    |       |
| 20. April | Lawrence Birken                             | US-amerikanischer Historiker                                                                                    | 51    |       |
| 20. April | Franz Karl Bößer                            | deutscher Künstler                                                                                              | 69    |       |
| 20. April | Johnny Douglas                              | britischer Komponist und Musikarrangeur                                                                         | 82    |       |
| 20. April | Teddy Edwards                               | US-amerikanischer Saxophonist                                                                                   | 78    |       |
| 20. April | Walter Fuller                               | US-amerikanischer Jazzmusiker (Trompete, Gesang)                                                                | 93    |       |
| 20. April | Maurice Gleize                              | französischer Drucker, Dichter, Widerstandskämpfer und überlebender Häftling des KZ-Außenlager Laagberg im h... | 96    |       |
| 20. April | Daijirō Katō                                | japanischer Motorradrennfahrer                                                                                  | 26    |       |
| 20. April | Bernard Katz                                | britischer Biophysiker, Neurophysiologe und Nobelpreisträger                                                    | 92    |       |
| 20. April | Wolle Kriwanek                              | deutscher Sänger                                                                                                | 53    |       |
| 20. April | Henri Lemaître                              | belgischer Ordensgeistlicher, Titularerzbischof von Tongeren sowie Apostolischer Nuntius                        | 81    |       |
| 20. April | Kurt Plapperer                              | deutscher Betriebswirt, Geschäftsführer und Hauptgesellschafter der Deutsches Theater München Betriebs GmbH     | 86    |       |
| 20. April | Richard Proenneke                           | US-amerikanischer Hobbynaturforscher und Aussteiger                                                             | 86    |       |
| 20. April | Josef Stiren                                | deutscher römisch-katholischer Geistlicher                                                                      | 73    |       |
| 20. April | Miloš Vavruška                              | tschechischer Schauspieler                                                                                      | 78    |       |
| 20. April | Cole Weston                                 | US-amerikanischer Fotograf                                                                                      | 84    |       |
| 21. April | Ernst A. Bettag                             | deutscher Spielzeugfabrikant und Erfinder des Bobbycar                                                          | 74    |       |
| 21. April | Nina Simone                                 | US-amerikanische Musikerin, Jazz- und Bluessängerin, Pianistin und Songschreiberin                              | 70    |       |
| 21. April | Ángel Torres Ranchero                       | mexikanischer Fußballtorhüter                                                                                   | 86    |       |
| 22. April | Felice Bryant                               | US-amerikanische Songschreiberin                                                                                | 77    |       |
| 22. April | James H. Critchfield                        | US-amerikanischer Offizier und leitender Mitarbeiter der Central Intelligence Agency (CIA)                      | 86    |       |
| 22. April | Martha Griffiths                            | US-amerikanische Politikerin                                                                                    | 91    |       |
| 22. April | André Gros                                  | französischer Diplomat und Rechtswissenschaftler                                                                | 94    |       |
| 22. April | Andrea King                                 | US-amerikanische Schauspielerin                                                                                 | 84    |       |
| 22. April | Mike Larrabee                               | US-amerikanischer Sprinter und Olympiasieger                                                                    | 69    |       |
| 22. April | Fred Schaub                                 | deutscher Fußballspieler                                                                                        | 42    |       |
| 22. April | Maria Wine                                  | schwedische Schriftstellerin und Dichterin                                                                      | 90    |       |
| 22. April | Juri Nikolajewitsch Woinow                  | sowjetischer Fußballspieler und -trainer                                                                        | 71    |       |
| 23. April | Jochen Garbsch                              | deutscher provinzialrömischer Archäologe                                                                        | 66    |       |
| 23. April | Kurt Klinger                                | österreichischer Schriftsteller                                                                                 | 74    |       |
| 23. April | Petr Packert                                | tschechischer Fußballspieler und -trainer                                                                       | 60    |       |
| 23. April | Walter Panhofer                             | österreichischer Pianist und Klavierpädagoge                                                                    | 93    |       |
| 23. April | Herbert Riehl-Heyse                         | deutscher Journalist und Autor                                                                                  | 62    |       |
| 23. April | Austin Wright                               | US-amerikanischer Autor                                                                                         | 80    |       |
| 24. April | Heinz Brüdigam                              | deutscher Journalist und antifaschistischer Autor                                                               | 73    |       |
| 24. April | Juri Nikolajewitsch Cholopow                | russischer Musikwissenschaftler und Musiktheoretiker                                                            | 70    |       |
| 24. April | Renato Hasche Sánchez                       | chilenischer Ordensgeistlicher, Bischof von Arica                                                               | 75    |       |
| 24. April | Guy Mountfort                               | britischer Werbekaufmann, Amateur-Ornithologe, Naturschützer und Umweltschützer                                 | 97    |       |
| 24. April | Kazuko Saegusa                              | japanische Schriftstellerin, Essayistin und Literaturkritikerin                                                 | 74    |       |
| 24. April | Elisabeth Schnitzler                        | deutsche Archivarin                                                                                             | 90    |       |
| 24. April | Heinz Schumann                              | deutscher Fußballspieler und -trainer                                                                           | 81    |       |
| 24. April | Paul Wißkirchen                             | deutscher Kirchenmusiker                                                                                        | 67    |       |
| 25. April | Filipe José Freire Temudo Barata            | portugiesischer Offizier, Kolonialverwalter und Politiker                                                       | 83    |       |
| 25. April | Jacob Bastiampillai Deogupillai             | sri-lankischer Geistlicher, katholischer Bischof                                                                | 86    |       |
| 25. April | Liselotte Buchenauer                        | österreichische Alpinistin, Bergschriftstellerin und Journalistin                                               | 80    |       |
| 25. April | Wiktor Georgijewitsch Buschujew             | sowjetischer Gewichtheber und Olympiasieger                                                                     | 69    |       |
| 25. April | Luis Alfredo Carvajal Rosales               | ecuadorianischer Geistlicher, katholischer Bischof                                                              | 89    |       |
| 25. April | Lynn Chadwick                               | britischer Bildhauer                                                                                            | 88    |       |
| 25. April | Wolfgang Dehler                             | deutscher Schauspieler                                                                                          | 66    |       |
| 25. April | Félix Doh                                   | ivorischer Rebellenführer                                                                                       |       |       |
| 25. April | Heinz Heiber                                | deutscher Bildhauer                                                                                             | 74    |       |
| 25. April | Al Hood                                     | US-amerikanischer Jazzpianist und Komponist                                                                     |       |       |
| 25. April | Ted Joans                                   | US-amerikanischer Trompeter, Jazz-Poet und Maler                                                                | 74    |       |
| 25. April | Franz Kirchner                              | deutscher Politiker (CDU der DDR), MdV und Oberbürgermeister                                                    | 84    |       |
| 25. April | Samson Kitur                                | kenianischer Sprinter                                                                                           | 37    |       |
| 25. April | Otmar Mäder                                 | Schweizer Geistlicher, Bischof von St. Gallen                                                                   | 81    |       |
| 25. April | Jesse Nilsson                               | kanadischer Schauspieler                                                                                        | 25    |       |
| 25. April | André Perraudin                             | Schweizer Geistlicher, katholischer Bischof                                                                     | 88    |       |
| 25. April | Harry Poley                                 | deutscher Finanzbeamter und Vertriebenenfunktionär                                                              | 86    |       |
| 25. April | Jaime Silva                                 | kolumbianischer Fußballspieler                                                                                  | 67    |       |
| 26. April | Bernhard Baier                              | deutscher Wasserballspieler und Sportfunktionär                                                                 | 90    |       |
| 26. April | Edward Max Nicholson                        | britischer Umweltschützer und Ornithologe                                                                       | 98    |       |
| 26. April | Josef Reisinger                             | österreichischer Eisschnellläufer                                                                               | 63    |       |
| 26. April | José Calasanz Rosenhammer                   | oberösterreichischer Missionsbischof                                                                            | 103   |       |
| 26. April | Peter Stone                                 | US-amerikanischer Drehbuchautor                                                                                 | 73    |       |
| 26. April | Hans E. Tütsch                              | Schweizer Journalist und Auslandskorrespondent                                                                  | 85    |       |
| 26. April | Yun Hyon-seok                               | südkoreanischer LGBT-Aktivist, Dichter und Schriftsteller                                                       | 18    |       |
| 27. April | Peter Bowers                                | US-amerikanischer Luftfahrtjournalist und Ingenieur                                                             | 84    |       |
| 27. April | Karl Glatt                                  | Schweizer Kunstmaler und Zeichner                                                                               | 90    |       |
| 27. April | Ernst Hassler                               | deutscher Autor                                                                                                 | 80    |       |
| 27. April | Klaus Mertens                               | deutscher Schauspieler und Synchronsprecher                                                                     | 74    |       |
| 27. April | Gerhard Niebling                            | deutscher Nachrichtendienstler, Leiter der Zentralen Koordinierungsgruppe des Ministeriums für Staatssicherh... | 70    |       |
| 27. April | Dorothee Sölle                              | deutsche evangelische Theologin und Mystikerin                                                                  | 73    |       |
| 28. April | Franz Bachler                               | österreichischer Ordensgeistlicher, Benediktiner und Erzabt                                                     | 87    |       |
| 28. April | Peter Compo                                 | US-amerikanischer Jazzmusiker                                                                                   | 70    |       |
| 28. April | Ildefonso-Manuel Gil                        | spanischer Dichter, Romanist und Hispanist, der in den Vereinigten Staaten Hochschullehrer war                  | 91    |       |
| 28. April | Ira Herskowitz                              | US-amerikanischer Genetiker                                                                                     | 56    |       |
| 28. April | Ciccio Ingrassia                            | italienischer Komiker                                                                                           | 80    |       |
| 28. April | Carmelo Morales                             | spanischer Radrennfahrer                                                                                        | 72    |       |
| 28. April | Herbert Podolske                            | deutscher Handballspieler                                                                                       | 83    |       |
| 28. April | Rudolf Rott                                 | deutscher Virologe                                                                                              | 76    |       |
| 28. April | Werner Thiel                                | deutscher Künstler                                                                                              | 76    |       |
| 28. April | Juha Tiainen                                | finnischer Leichtathlet und Olympiasieger                                                                       | 47    |       |
| 29. April | Janko Bobetko                               | kroatischer Armeegeneral                                                                                        | 84    |       |
| 29. April | Henri Crouzel                               | französischer Patristiker                                                                                       | 84    |       |
| 29. April | John Hurst                                  | britischer Archäologe                                                                                           | 75    |       |
| 30. April | Aureliano Chaves                            | brasilianischer Politiker, Vizepräsident                                                                        | 74    |       |
| 30. April | Vasile Deheleanu                            | rumänischer Fußballspieler                                                                                      | 92    |       |
| 30. April | Fritz Hauß                                  | deutscher Richter, Vizepräsident des Bundesgerichtshofs (1972–1976)                                             | 94    |       |
| 30. April | Bruno Mey                                   | deutscher Diplomat                                                                                              | 70    |       |
| 30. April | Bill Napier                                 | US-amerikanischer Jazzmusiker                                                                                   |       |       |
| 30. April | Klaus Wischnewski                           | deutscher Dramaturg                                                                                             | 74    |       |
| April     | Kenneth Harker                              | britischer Science-Fiction-Autor                                                                                |       |       |
| April     | Vasile Iorga                                | rumänischer Ringer                                                                                              | 58    |       |
| April     | Alexander Pawlowitsch Lobanow               | russischer Maler der Outsider Art                                                                               | 78    |       |
| April     | Georgi Pawlowitsch Lopato                   | sowjetischer Computerpionier                                                                                    | 78    |       |
| April     | Nina Sandt                                  | Schauspielerin                                                                                                  | 74    |       |
| April     | Florian Trenker                             | deutsch-italienischer Kameramann                                                                                | 72    |       |
| April     | Mutsuhiro Watanabe                          | japanischer Militäroffizier in Japan und Kriegsverbrecher                                                       |       |       |
| April     | Kurt Zaro                                   | deutscher Fußballspieler                                                                                        | 74    |       |